# Frank Glaw
Frank Rainer Glaw (* 22. März 1966 in Düsseldorf) ist ein deutscher Herpetologe. 

## Wissenschaftliche Laufbahn
Glaw studierte ab 1987 Biologie in Köln und schloss mit dem Diplom ab. Anschließend ging er an die Universität Bonn, wo er 1999 mit der Arbeit Untersuchungen zur Bioakustik, Systematik, Artenvielfalt und Biogeographie madagassischer Anuren über die Froschlurche Madagaskars promovierte. Seit 1997 ist er Kurator an der Zoologischen Staatssammlung München. Glaws Arbeitsschwerpunkt lag sowohl während seines Studiums als auch nach seiner Dissertation auf der Herpetofauna Madagaskars. Seit dem Ende der 1980er Jahre arbeitet er eng mit Miguel Vences zusammen. Gemeinsam verfassten sie 1992 A Field Guide to the Amphibians and Reptiles of Madagascar, ein Standardwerk für die Amphibien und Reptilien Madagaskars, das – gefördert durch ein Programm der Weltbank – auf Malagasy übersetzt wurde und im Internet kostenlos zur Verfügung steht. Mittlerweile ist es in der dritten Auflage erschienen.
Glaw ist (meist gemeinsam mit Vences) auch Autor von über 200 Erstbeschreibungen madagassischer Taxa, beispielsweise des Chamäleons Brookesia micra, des Engmaulfroschs Stumpffia pygmaea und der Fischfamilie Anchariidae.
Mehrere Tierarten sind nach Frank Glaw benannt: das Chamäleon Calumma glawi, der Protist, Eimeria glawi und die Stabschrecke Glawiana glawi.